# Izlandi mák

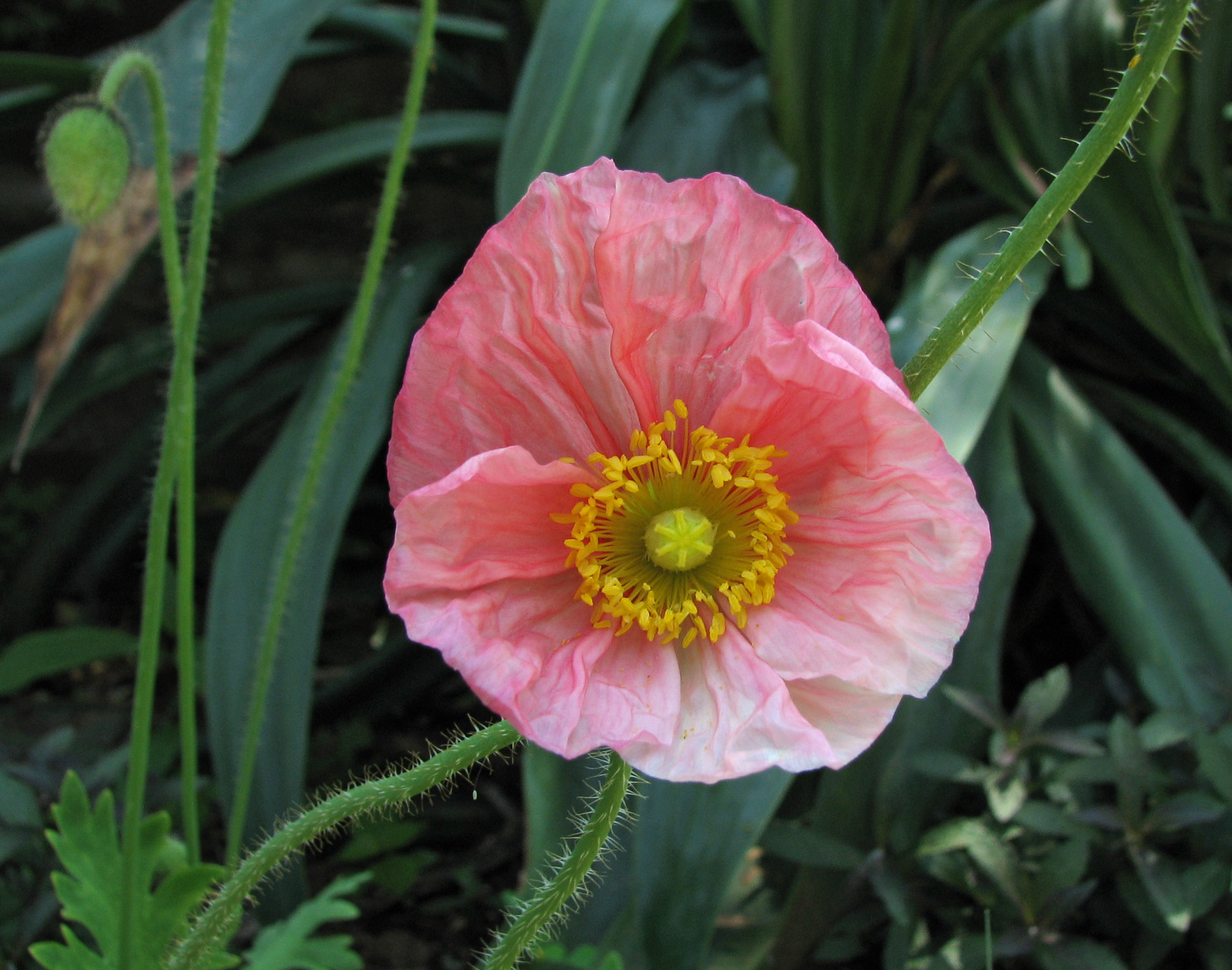
Virága

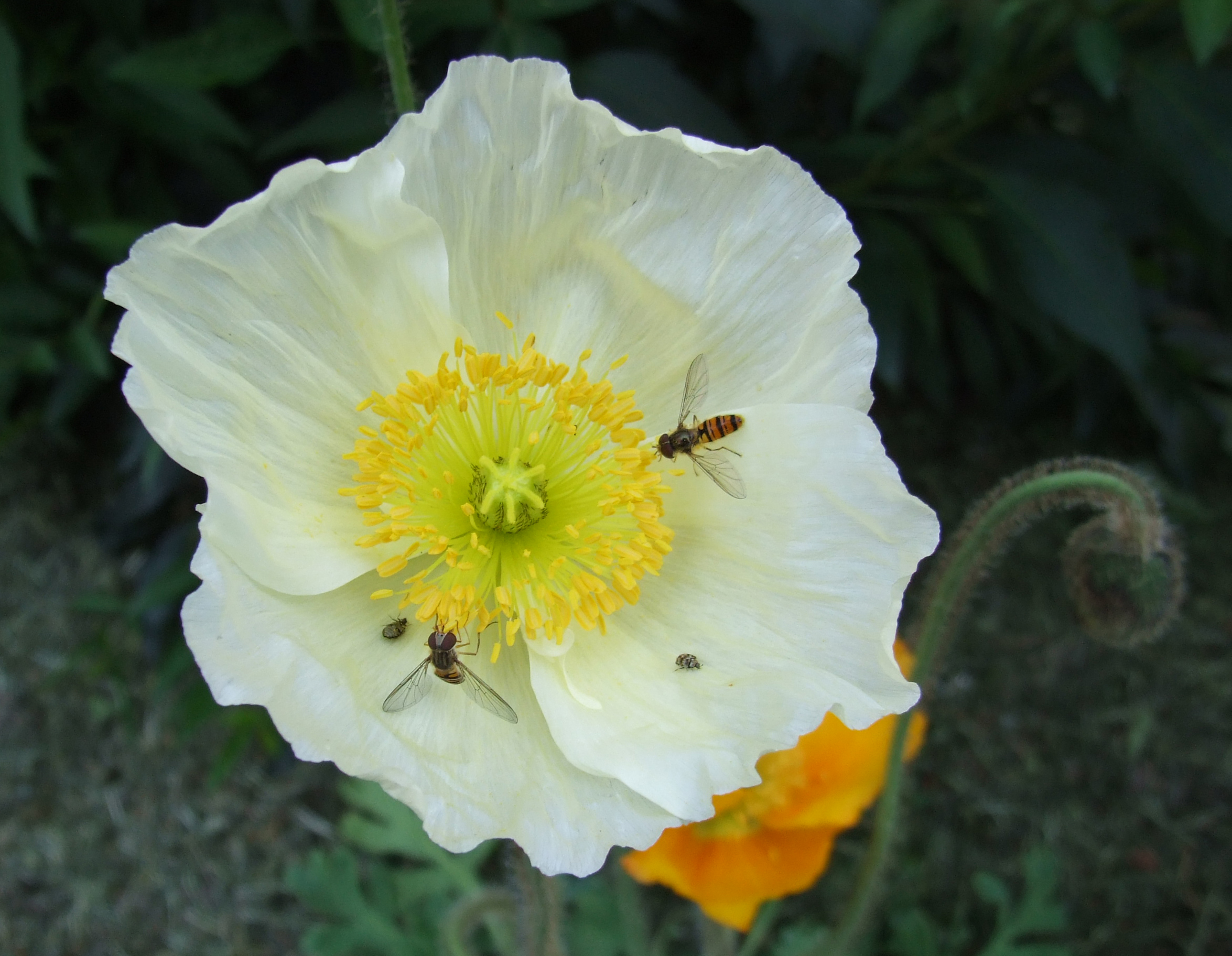
Virága

Az izlandi mák (Papaver nudicaule) a boglárkavirágúak (Ranunculales) rendjében a mákfélék (Papaveraceae) családjában a névadó Papaver nemzetség egyik faja.

## Származása, elterjedése
Amint neve is mutatja, Izlandról terjedt el a mérsékelt égöv kertészeteiben.

## Megjelenése, felépítése
Felálló, levéltelen, szőrös szára mintegy 60 cm-re magasodhat föl. Szürkészöld, szárnyas vagy karéjos levelei rozettában nőnek. Virágai vérvörösek, narancs- vagy krémszínűek és fehérek is lehetnek.

## Életmódja, termőhelye
A Kárpát-medencében egynyári növény; mediterrán éghajlaton évelő.  Fagytűrő. A talaj kémhatására nem érzékeny, és a szárazságot is jól tűri, de származási helyének megfelelően a napfényes, de hűvös környezetet és a jó vízgazdálkodású, termékeny talajokat kedveli.

## Felhasználása
Dísznövénynek ültetik, főleg sziklakertekben — de vágott virágnak is jó.

## Alfajok, változatok
- P. n. subsp. americanum
- P. n. subsp. insulare
- P. n. subsp. nudicaule (törzsváltozat)

Hibridje: Papaver × murbeckii E.G.Camus